# Baltiyskoe nebo
Baltiyskoe nebo - 1 seriya e Baltiyskoe nebo - 2 seriya sono due film del 1960 diretti da Vladimir Vengerov.